# Rauvolfia indosinensis
Rauvolfia indosinensis är en oleanderväxtart som beskrevs av Marcel Pichon. Rauvolfia indosinensis ingår i släktet Rauvolfia och familjen oleanderväxter. Inga underarter finns listade i Catalogue of Life.